# Bözödújfalusi-víztározó
A Bözödújfalusi-víztározó (vagy röviden Bözödi-tó, románul: Lacul Bezid) egy mesterséges tó Romániában, Erdélyben, Maros megyében, a Küsmöd folyón, a Kis-Küküllő egyik bal oldali mellékfolyóján. A tó helyén állt Bözödújfalu, amelyet a víz elárasztott, és ma már csak néhány romos állapotban levő épület maradt meg a faluból. A hivatalos álláspont szerint a tavat árvízvédelmi célból hozták létre, de sokak szerint a tervezett romániai falurombolás előhírnökének számított. A gátépítés 1975-ben kezdődött, 1977-ben leállt, de 1984-től újra beindult, és 1992-ig a tó vízszintje elérte a jelenlegi magasságot.
Eredetileg ideiglenes víztározóként kezdték építeni, amely csak az árvízhullámot fogta volna fel, és nem árasztotta volna el Bözödújfalut. Építése alatt az egy bizonyos határérték alatti beruházásokat rendeletileg leállították. Ahhoz, hogy a munkálatokat folytathassák, a gátat áttervezték, és a mögötte létrejött mesterséges tó medrébe Bözödújfalu is belekerült.
A gát 625 m hosszú és 28 m magas.
Jelenleg a tónak egyre erősödő idegenforgalmi jelentősége is van.

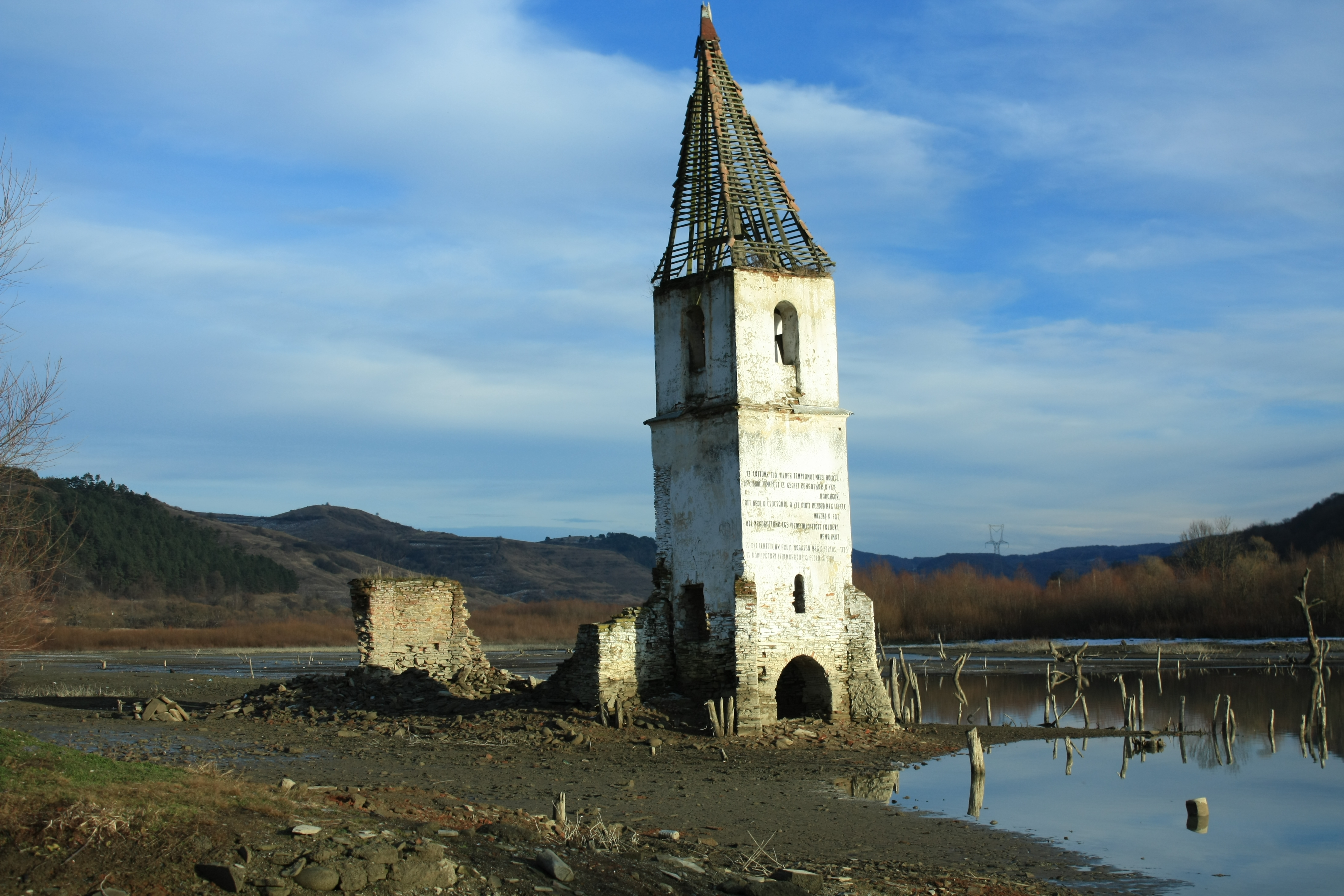
Az elárasztott falu azóta összedőlt temploma

A tározó melletti emlékhely ezekkel a szavakkal idézi fel az elpusztított települést:
A tó fenekén Bözödújfalu nyugszik, 180 házának volt lakói szétszórva a nagyvilágban ma is siratják. A diktatúra gonosz végrehajtói lerombolták és elárasztották, ezzel egy egyedülálló történelmi-vallási közösséget szüntettek meg, melyben különböző nemzetiségű és felekezetű családok éltek együtt évszázadokon át, egymást tisztelve és szeretve, példás békességben. Immár a katolikusok, unitáriusok, görögkatolikusok és székely szombatosok fohászai örökre elnémultak. Legyen e hely a vallásbéke helye és szimbóluma.